# Psilocybe scobicola
Psilocybe scobicola är en svampart som först beskrevs av Berk. & Broome, och fick sitt nu gällande namn av Pier Andrea Saccardo 1887. Psilocybe scobicola ingår i släktet slätskivlingar och familjen Strophariaceae.   Inga underarter finns listade i Catalogue of Life.